# Metlapilapa
Metlapilapa är en ort i Mexiko.   Den ligger i kommunen Tlacoapa och delstaten Guerrero, i den sydöstra delen av landet, 260 km söder om huvudstaden Mexico City. Metlapilapa ligger 981 meter över havet och antalet invånare är 338.
Terrängen runt Metlapilapa är kuperad. Runt Metlapilapa är det ganska glesbefolkat, med 42 invånare per kvadratkilometer. Närmaste större samhälle är Pascala del Oro, 5,0 km sydost om Metlapilapa. I omgivningarna runt Metlapilapa växer huvudsakligen savannskog.